# Holy Hits
Holy Hits was tot 2021 een podcast van de Evangelische Omroep voor NPO Radio 2. Voorheen was dit ook de naam van het radioprogramma dat van vrijdag op zaterdag tussen 4 en 7 uur werd uitgezonden (van januari 2019 tot en met september 2020 werd het programma uitgezonden tussen 4 en 6 uur). Dat programma heet sinds september 2020 'Martine in de Morgen' en wordt gepresenteerd door Martine ten Klooster.
In het programma kwamen de best beluisterde christelijke muziek, de nieuwste gospelhits en muziek van veelbelovende christelijke artiesten aan bod. De muziek werd onder andere gekozen aan de hand van de Billboardlijsten uit Amerika.
In de podcast praat Ten Klooster met Bert Bos en Matthijn Buwalda over muziek en zingeving.